# مشكين قلم

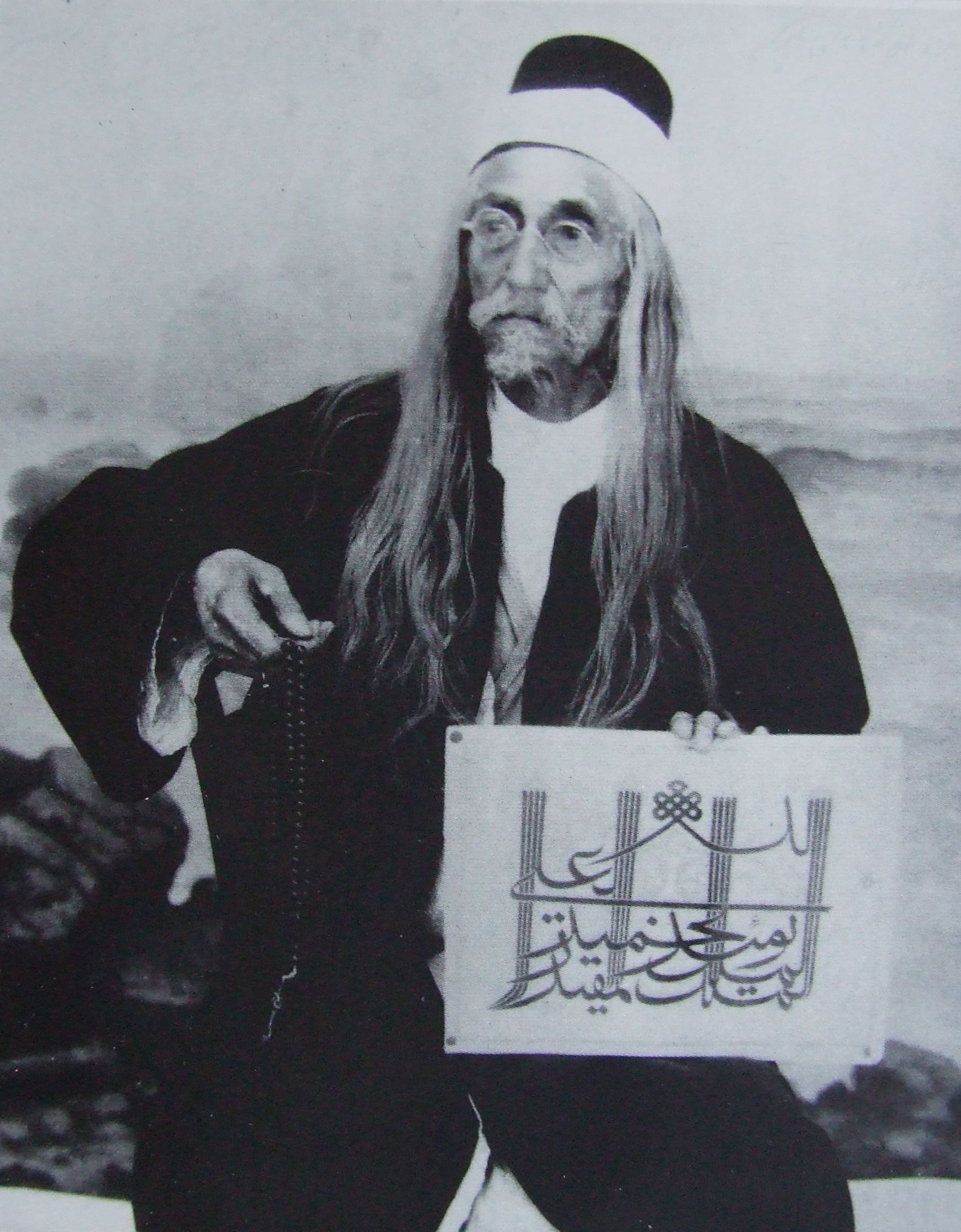
مشكين قلم

ميرزا محمد حسين مشكين قلم الأصفهاني (بالفارسية: حسین مشکین‌قلم) (1826م-1912م) المعروف باسم مشكين قلم والملقب بمير عماد الثاني. كاتبٌ، رسامٌ، شاعرٌ، وخطاطٌ إيراني. كاتب بهاءالله وأحد البهائيين البارزين، وهو واحدٌ من حواريي بهاءالله التسعة عشر. يُعتبر من أشهر خطاطي القرن التاسع عشر في بلاد فارس. كان ماهرًا في رسم أشكالٍ مختلفةٍ من الخط، وكانت شهرته في مجال الخط والتصوّف معروفة جيدًا في بلاط الملك في إيران في عهد القاجار ولدى الحكومة العثمانية، كان له أسلوبه الخاص في رسم الطيور ووجوه البشر بالحروف. يُعتبر مشكين قلم مؤلف أهم الرموز البهائية، رمز الاسم الأعظم المُستخدم من قِبَل البهائيين في جميع أنحاء العالم.

## سيرته
وُلد مشكين قلم في شيراز، وأقام في أصفهان حيثُ سمع هُناك لأول مرةٍ عن الديانة البهائية، وبعد سنواتٍ قليلةٍ سافر إلى بغداد وتعلّم على يد زين المقربين ونبيل زرندي، ثُم سافر إلى أدرنة والتقى حسين علي النوري المُلقب ببهاء الله.
قبل أن يُصبح بهائيًا كانَ صوفيًا على طريقة نعمتللاهية. وكانت له اهتماماتٌ في مجال علم الفلك.
توفي في عكا عام 1912م، عن عمرٍ يناهز 86 عامًا.

## في بلاط ناصرالدين شاه (ملك إيران في عهد القاجار)
قبل اعتناقه البهائية، شغل ميرزا محمد حسين الأصفهاني منصب كاتبٍ في بلاط ناصر الدين شاه القاجار، وكان يُلقب بـ "مشكين قلم" بأمرٍ من الشاه. كان لبعض الوقت معلمًا لمظفر الدين ميرزا، ولي عهد ناصر الدين شاه وخامس ملوك إيران من سلالة القاجار في تبريز.

## بعد اعتناقه البهائية
أصبح مشكين قلم بهائيًا خلال إقامته في أصفهان. ثم ذهب إلى أدرنة للقاء بهاءالله، وبعد ذلك انخرط في التبليغ والترويج للدين البهائي حتى نهاية حياته.

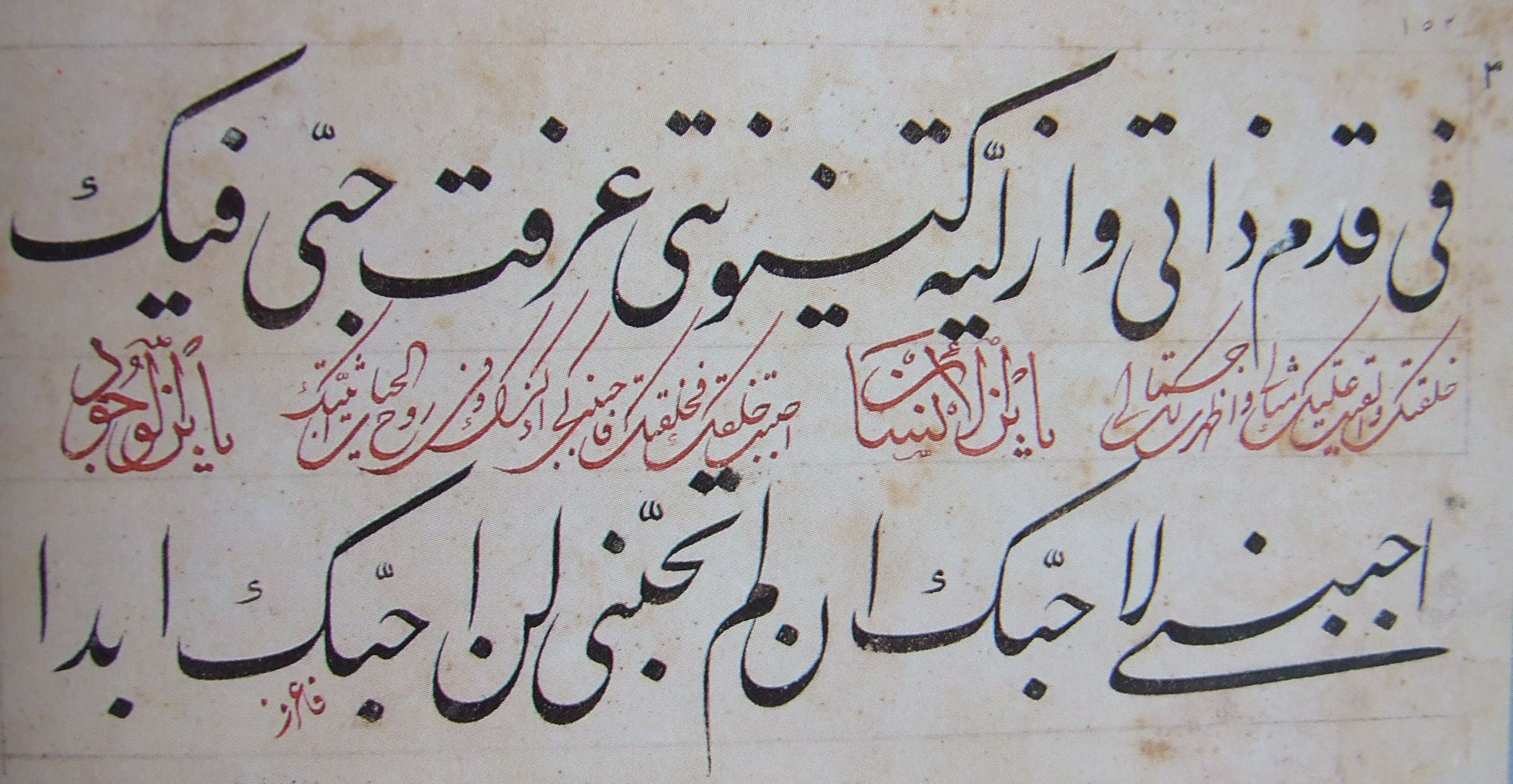
من أعمال مشكين قلم، من الكلمات المكنونة لبهاء الله: "كُنتُ في قِدَم ذاتي وأزلية كينونتي، عرفتُ حبي فيك، فألقيتُ عليك مثالي وأظهرتُ لك جمالي"

أُرسل مشكين قلم بواسطة بهاء الله إلى القسطنطينية (إسطنبول)، حيثُ عمل على جذب الناس بواسطة فنونه ونشاطه للتعرف على البهائية، ونتيجةً لذلك قدم السَفير الفارسي شكوى ضده إلى وزير السلطان والذي أمر باعتقاله، وعندما تمَ نفي بهاء الله إلى عكا تم نفي مشكين قلم إلى قبرص مع أتباع صبح أزل، حيثُ بقي هناك سجينًا في فاماغوستا من 1868م حتى 1877م.
وبعد انتهاء الحكم العثماني على قبرص أُفرج عن مشكين قلم، والذي توجه بدوره إلى عكا في عام 1886م وبقي هُناك حتى توفي بهاء الله في عام 1892م. بعد ذلك سافر إلى مصر ودمشق والهند، وبقي في الهند حتى عام 1905م، ثُم عاد إلى عكا وبقيَ فيها حتى وفاته عام 1912م.

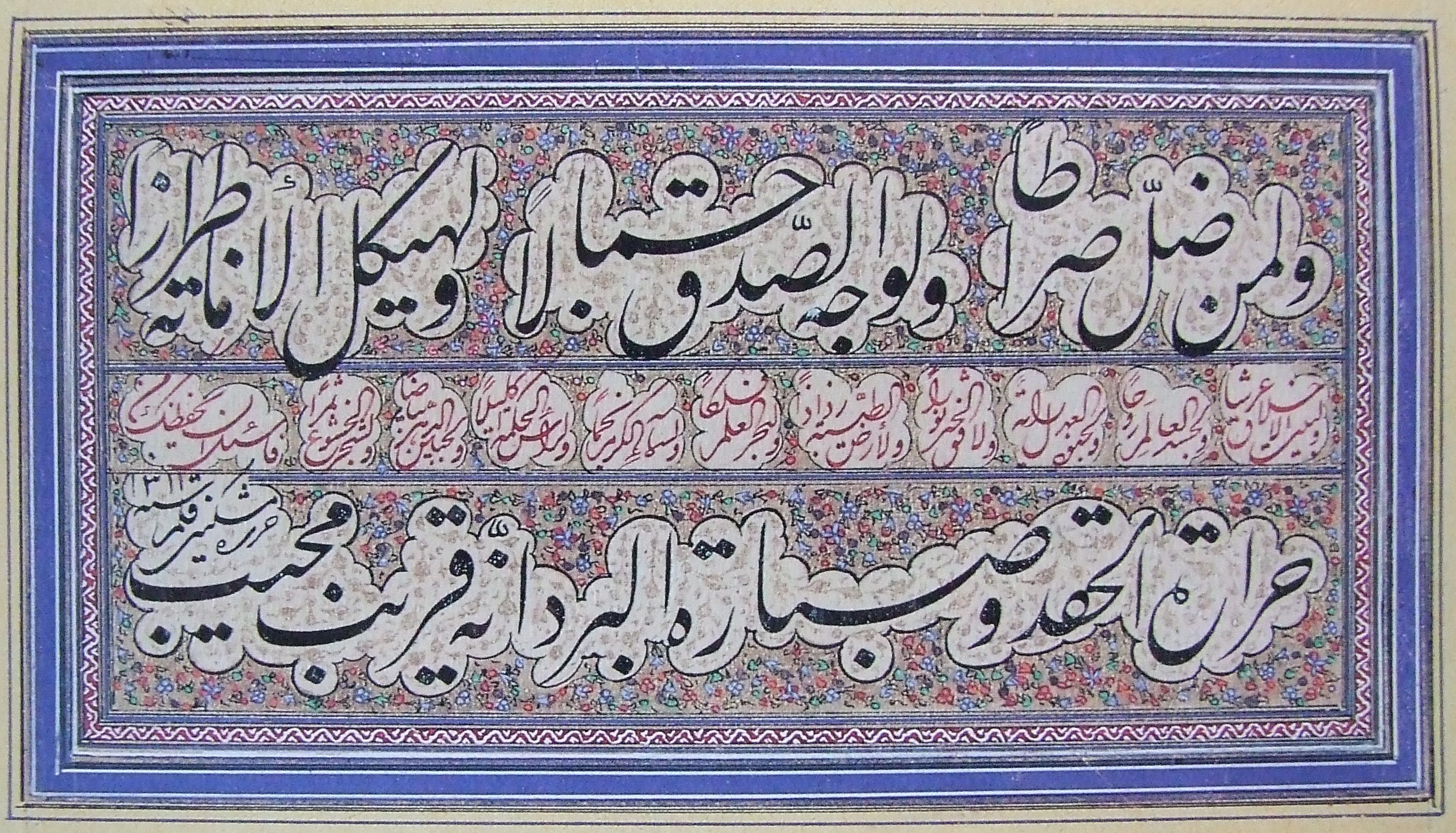

## فن الخط
يُعتبر مشكين قلم أحد أبرز الخطاطين في عصره، حيثُ أطلق عليه عبد البهاء عباس لقب مير عماد الحسني الثاني (خطاطٌ في القرن السادس عشر من سلالة الصفويين ويُعتبر أكثر الخطاطين الفارسيين شُهرةً). تمتّع مشكين قلم بمكانةٍ خاصةٍ بين وزراء ديوان طهران، حيثُ أصبح معروفًا بشكلٍ واسعٍ وذلك لإتقانه أغلب أنواع نمط الخط العربي.
مشكين قلم هو صاحب التصميم الرئيسي لاسم "يا بهاءالأبهى"، وهو الإسم الأعظم وأحد أهم الرموز البهائية عند البهائيين.

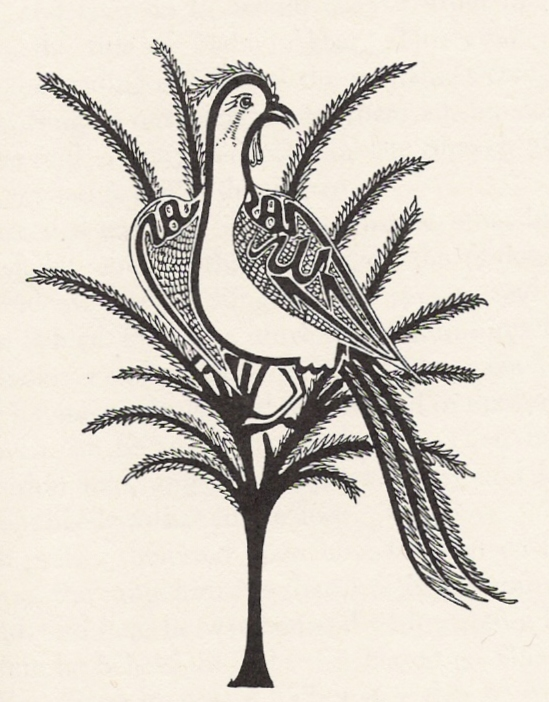

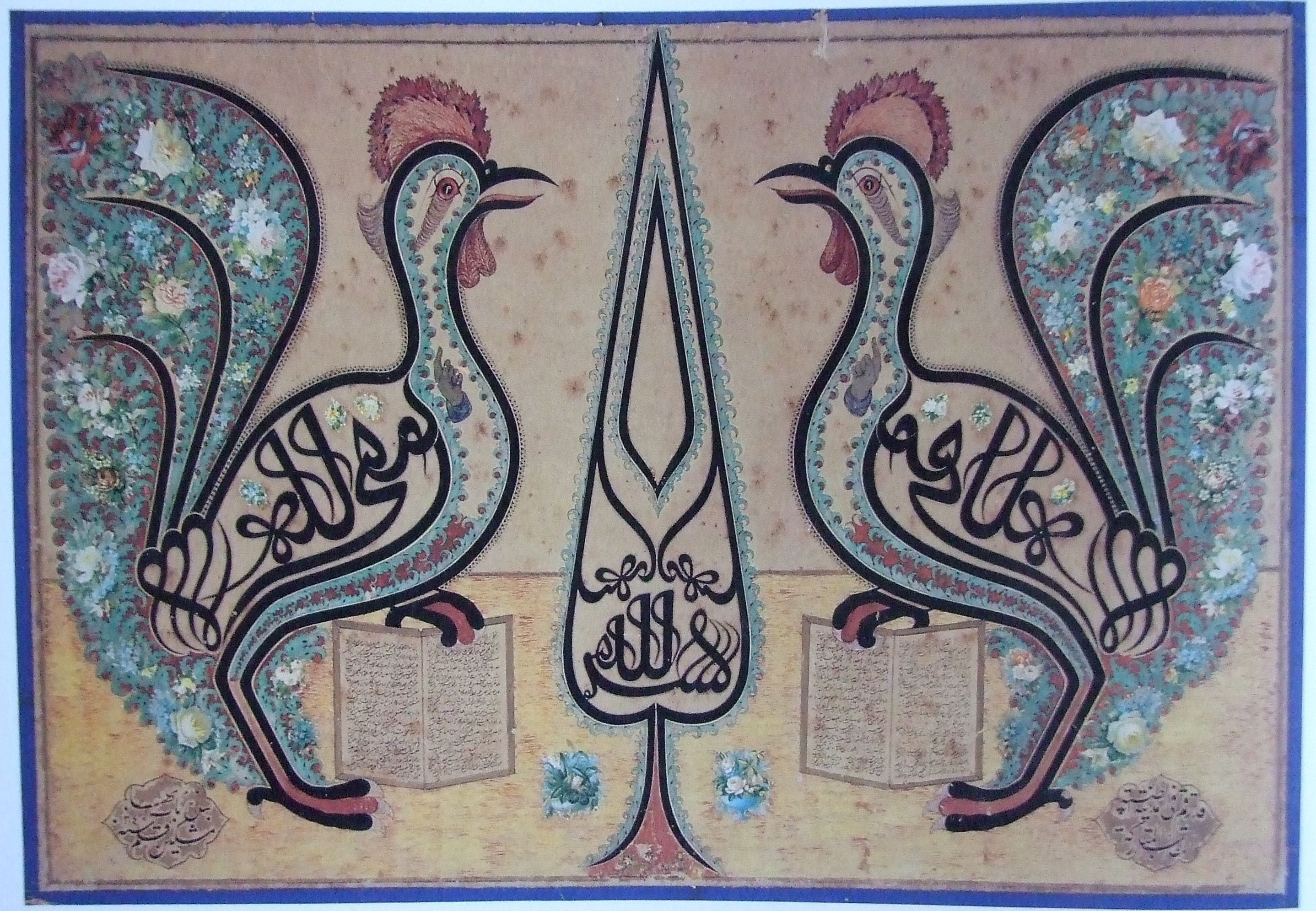

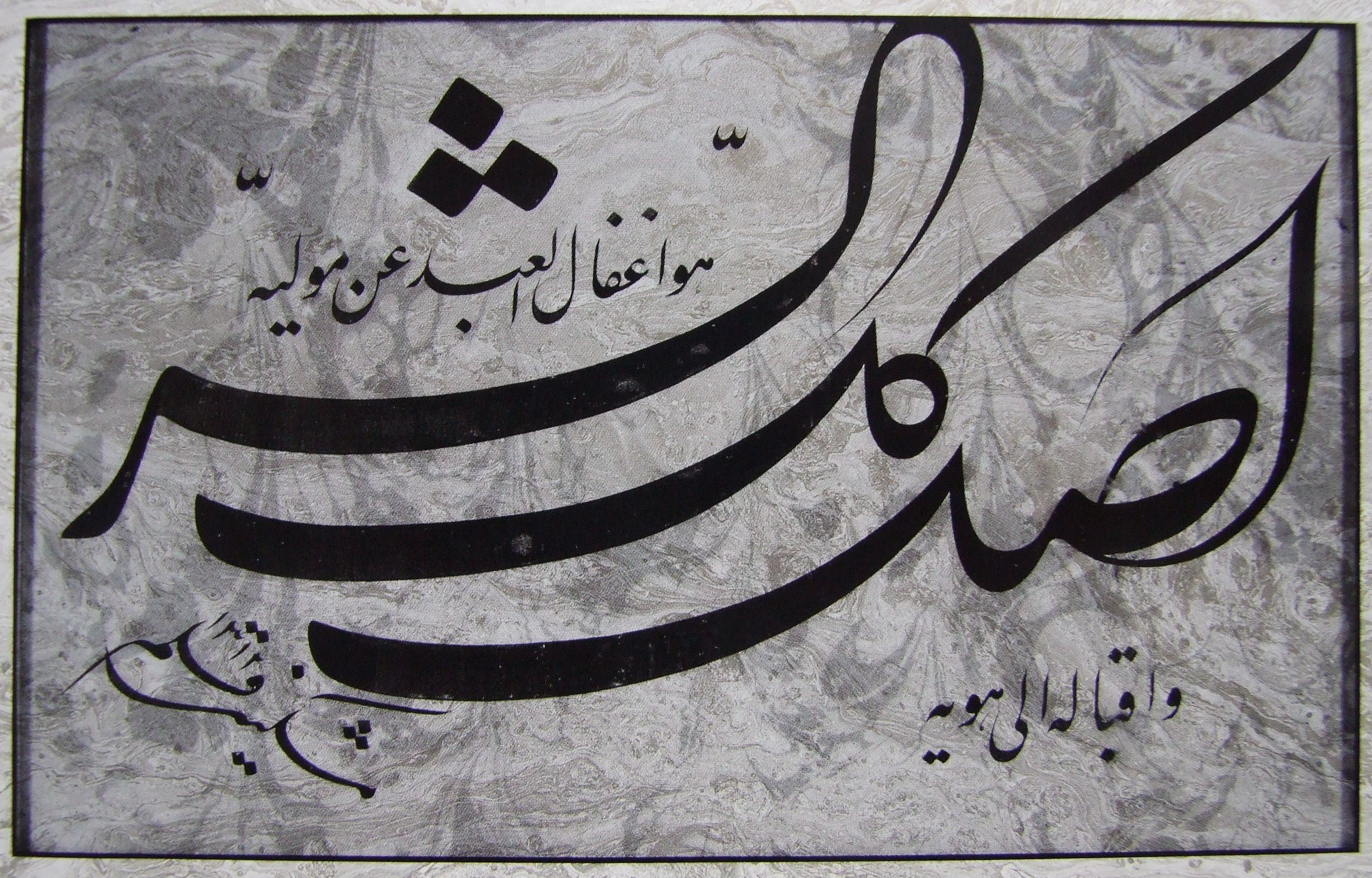

## بعض أعماله

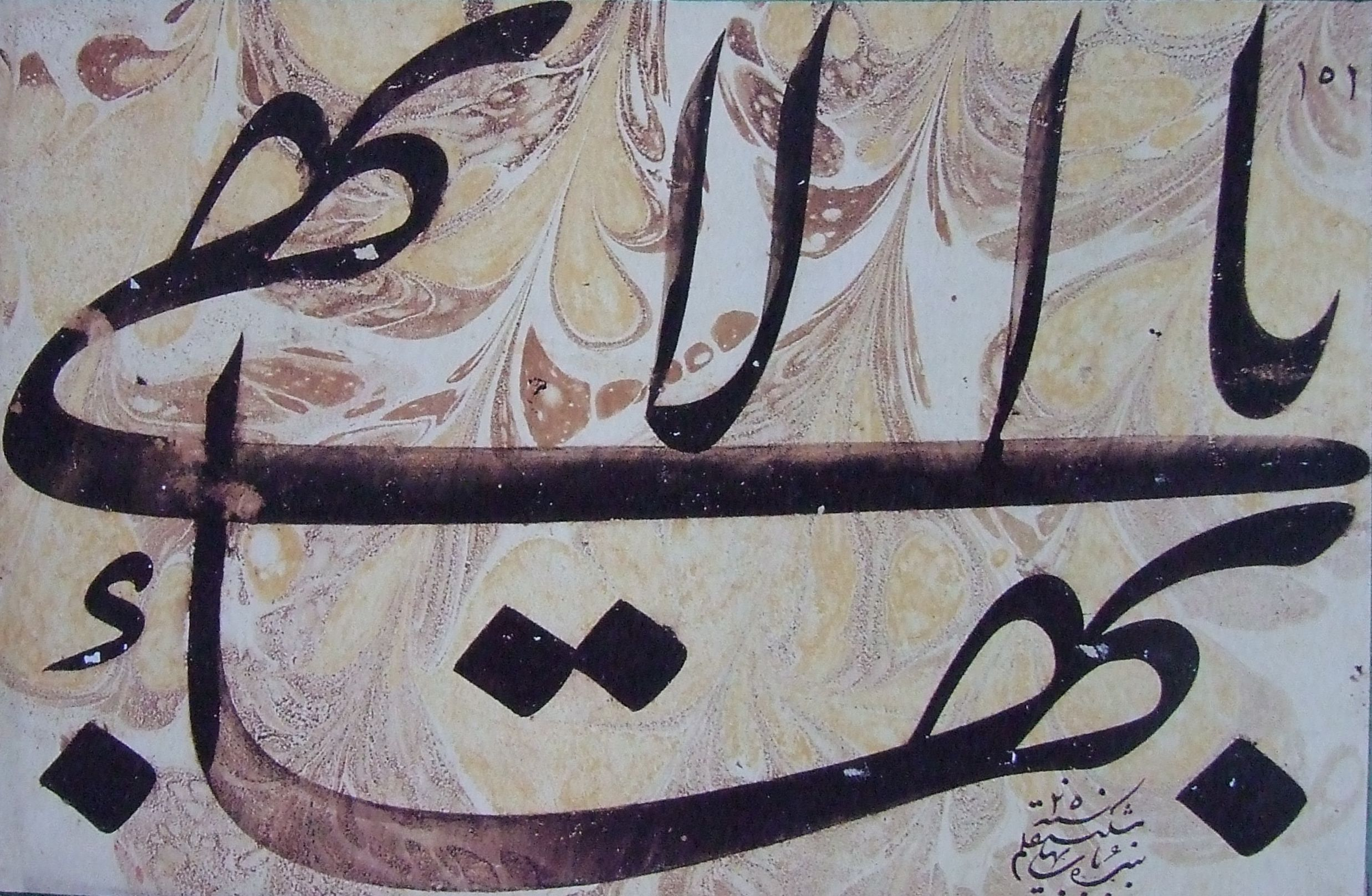
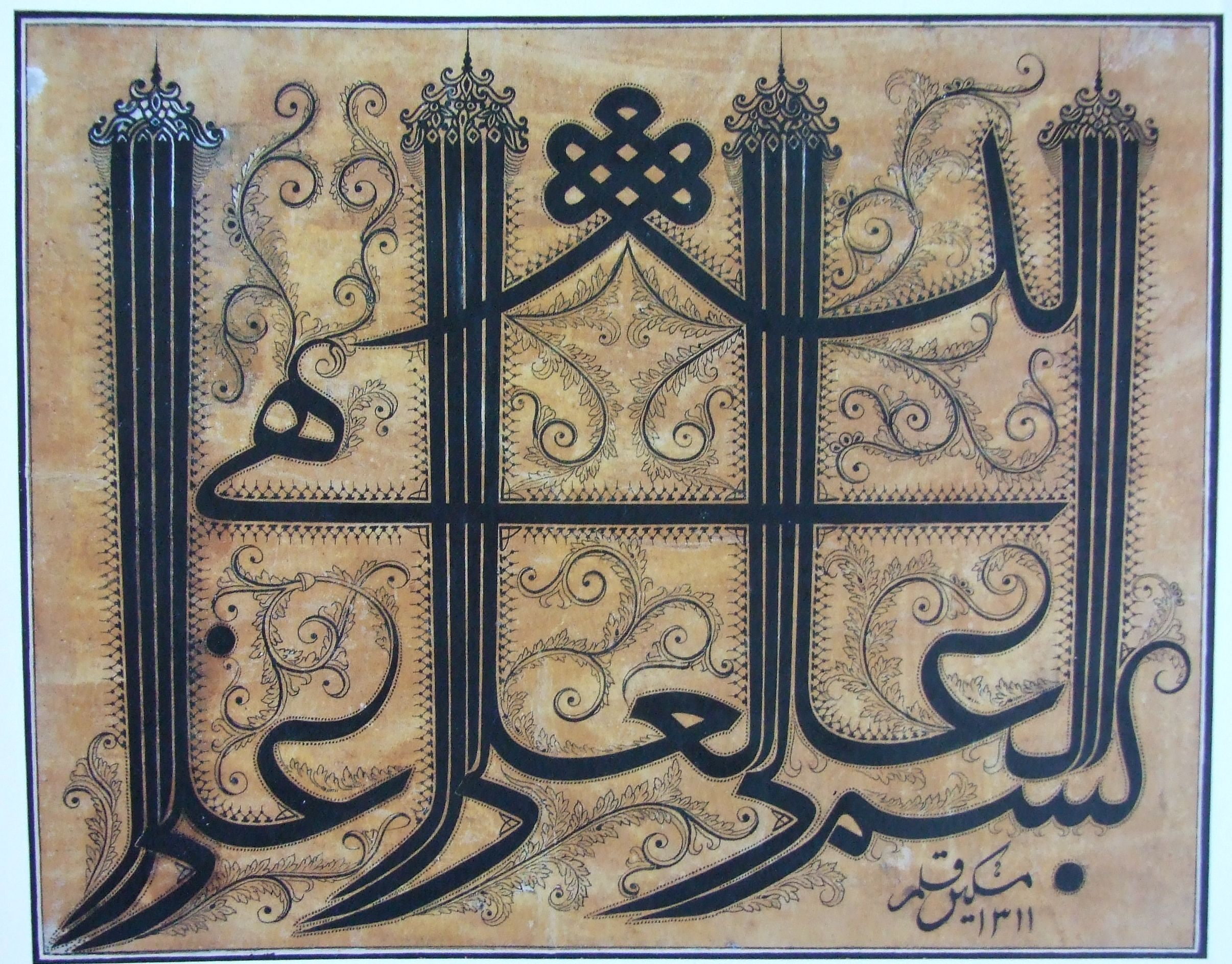
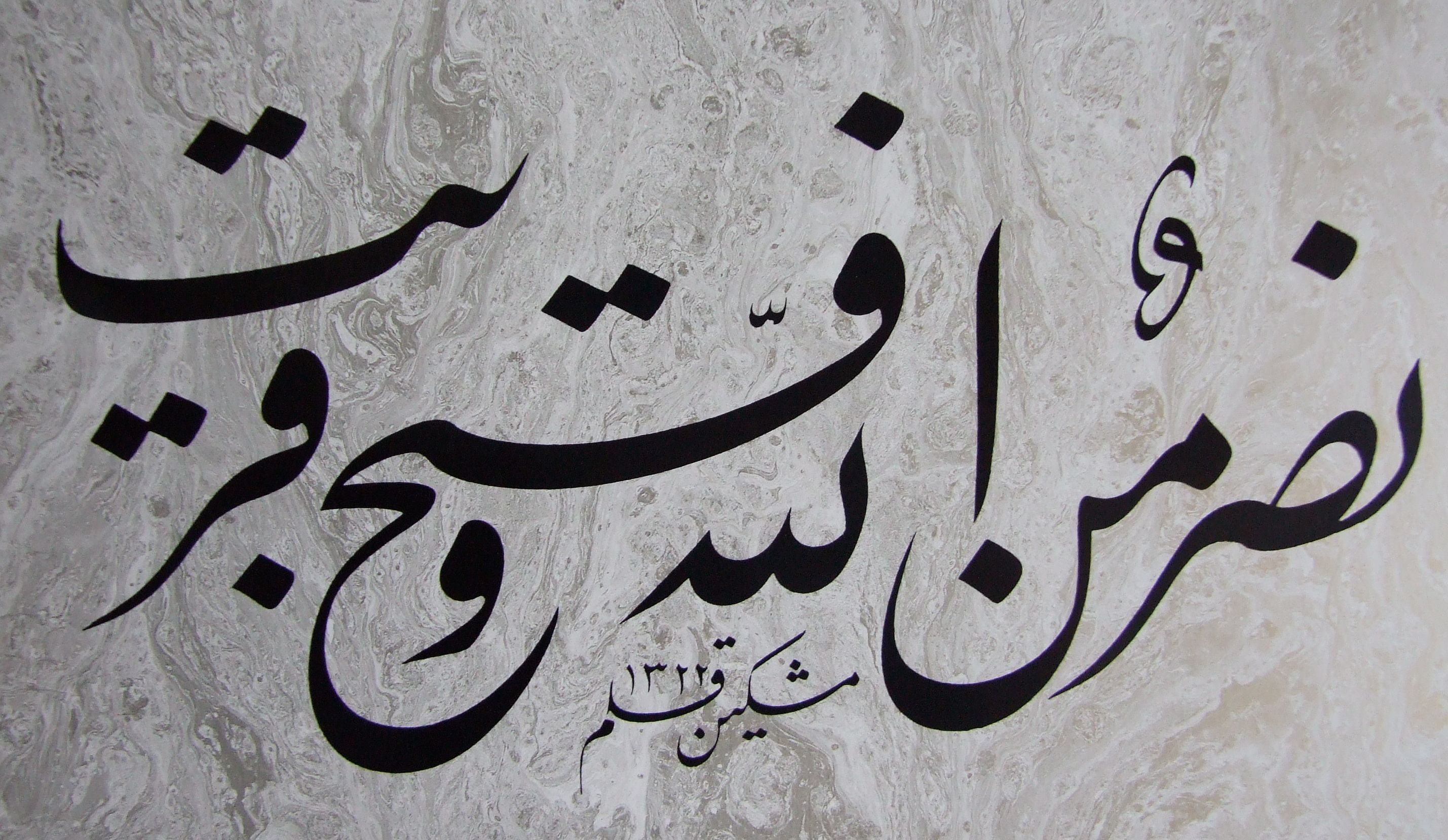
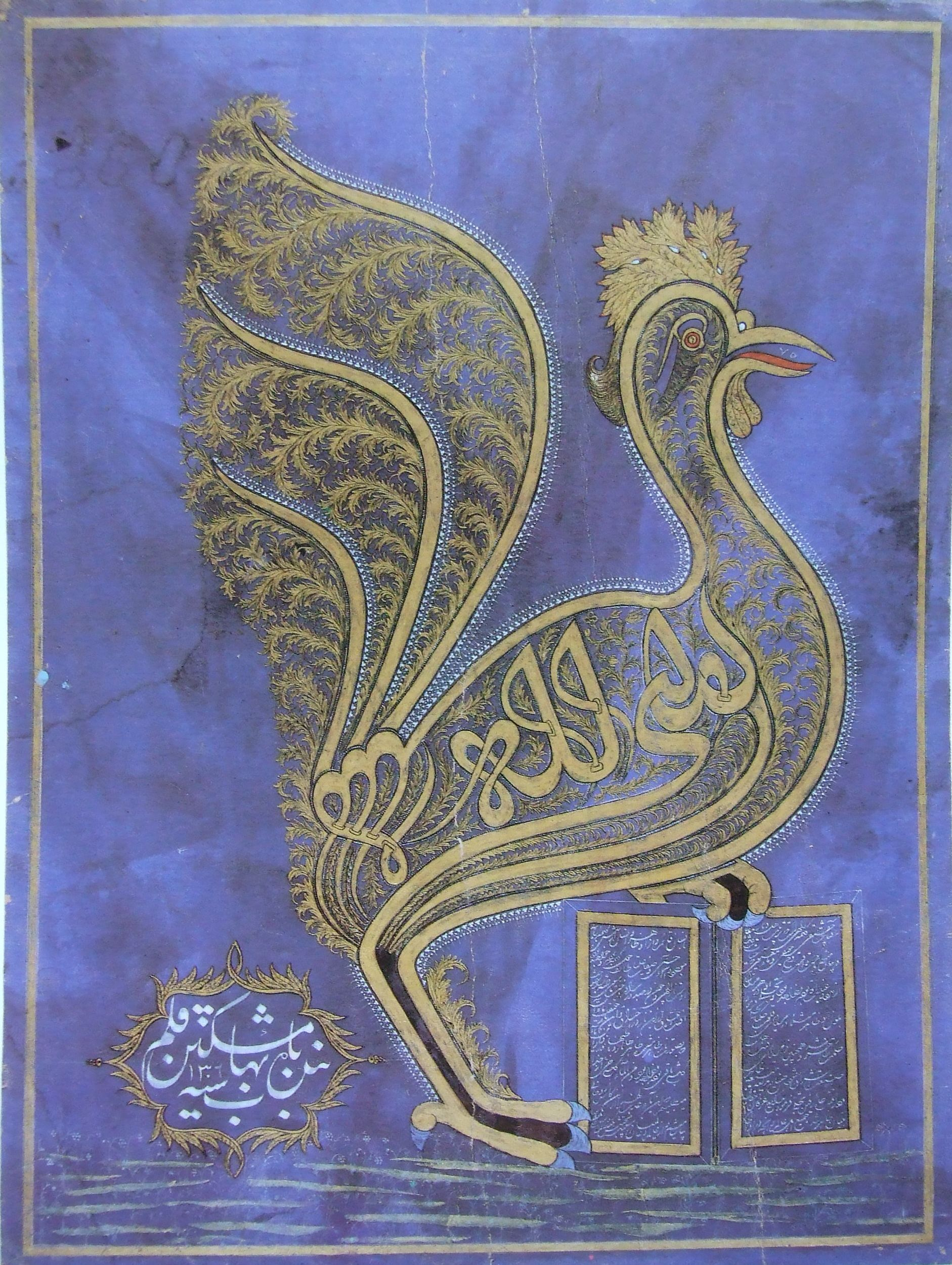
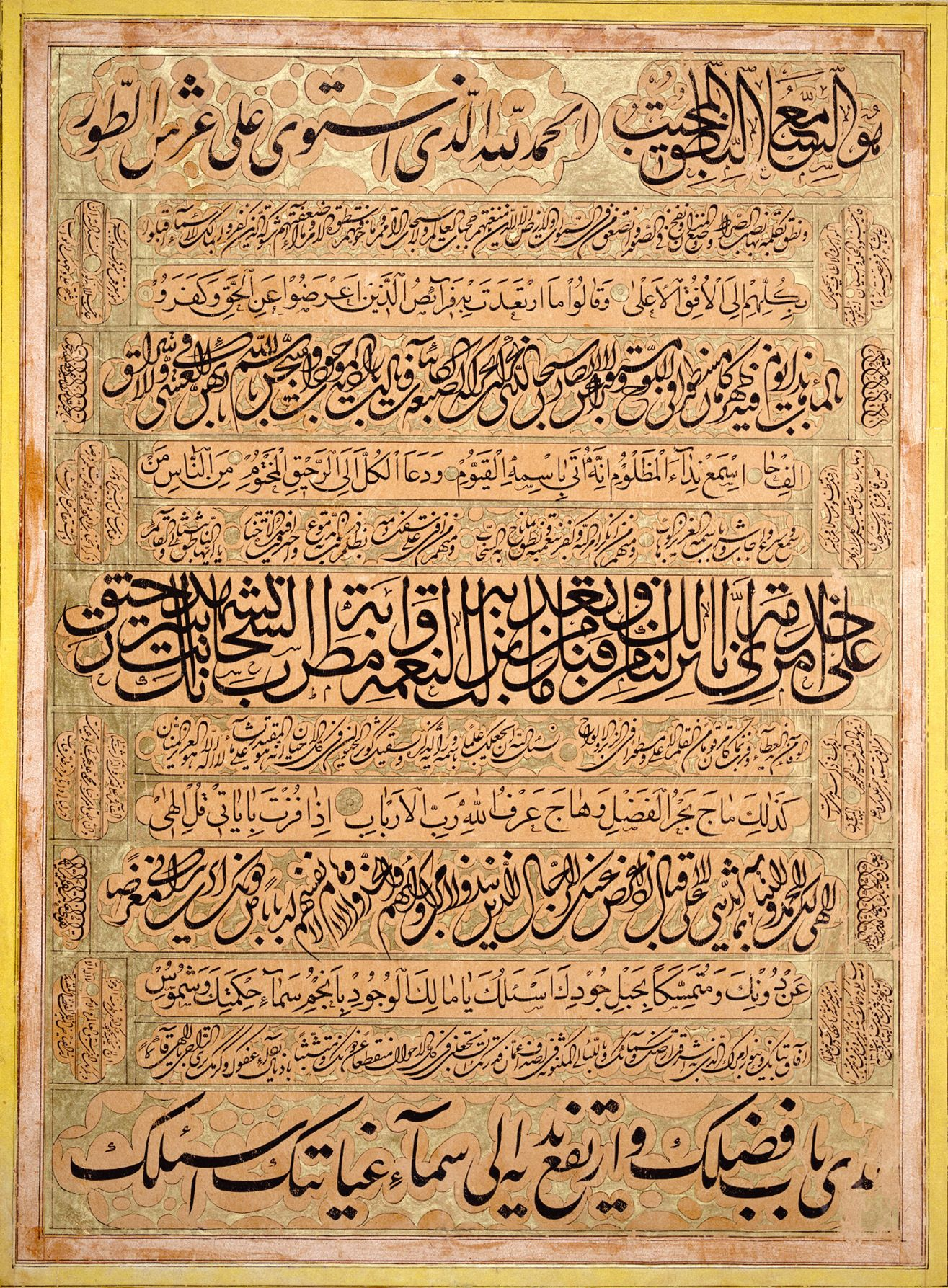
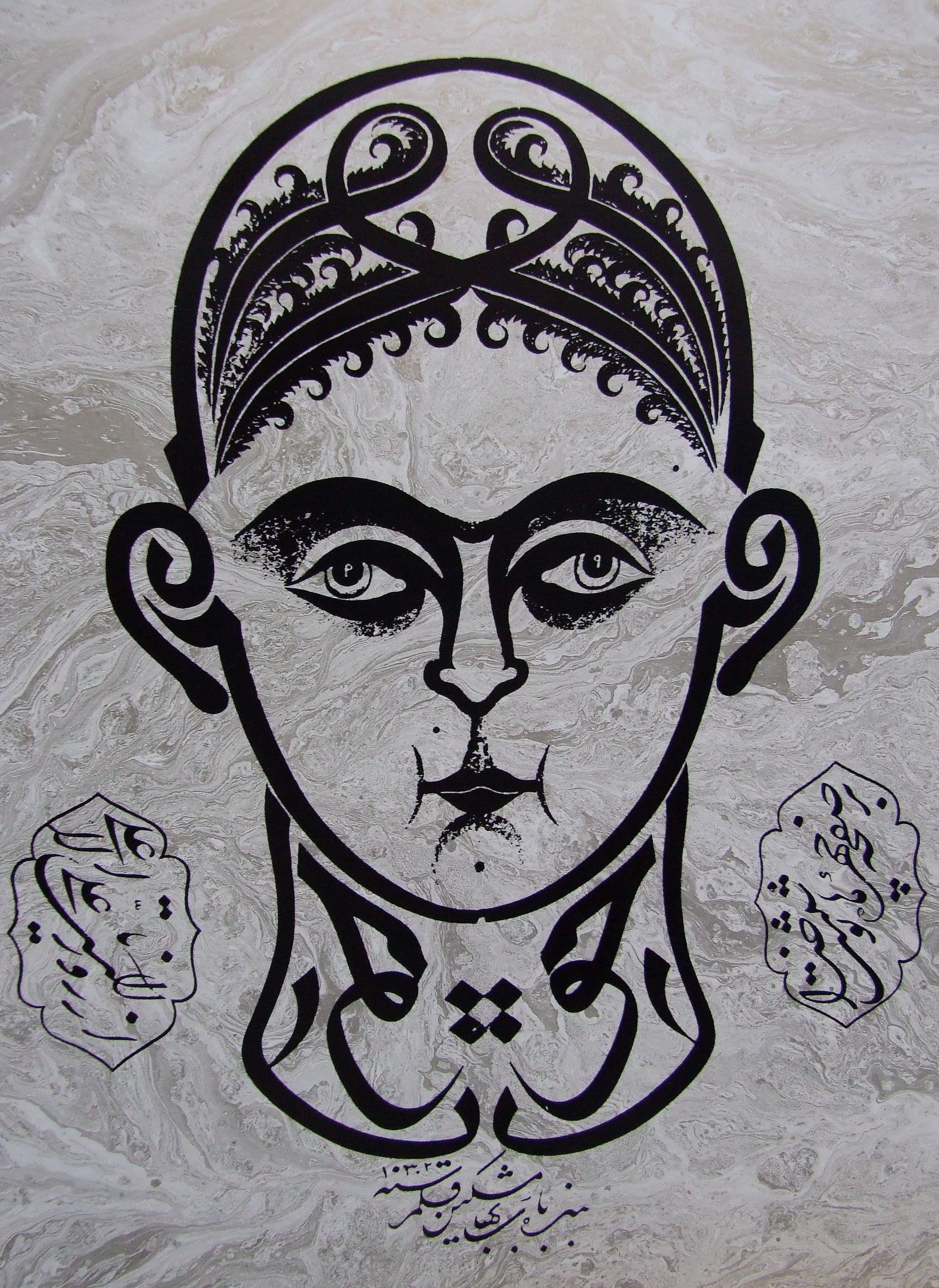
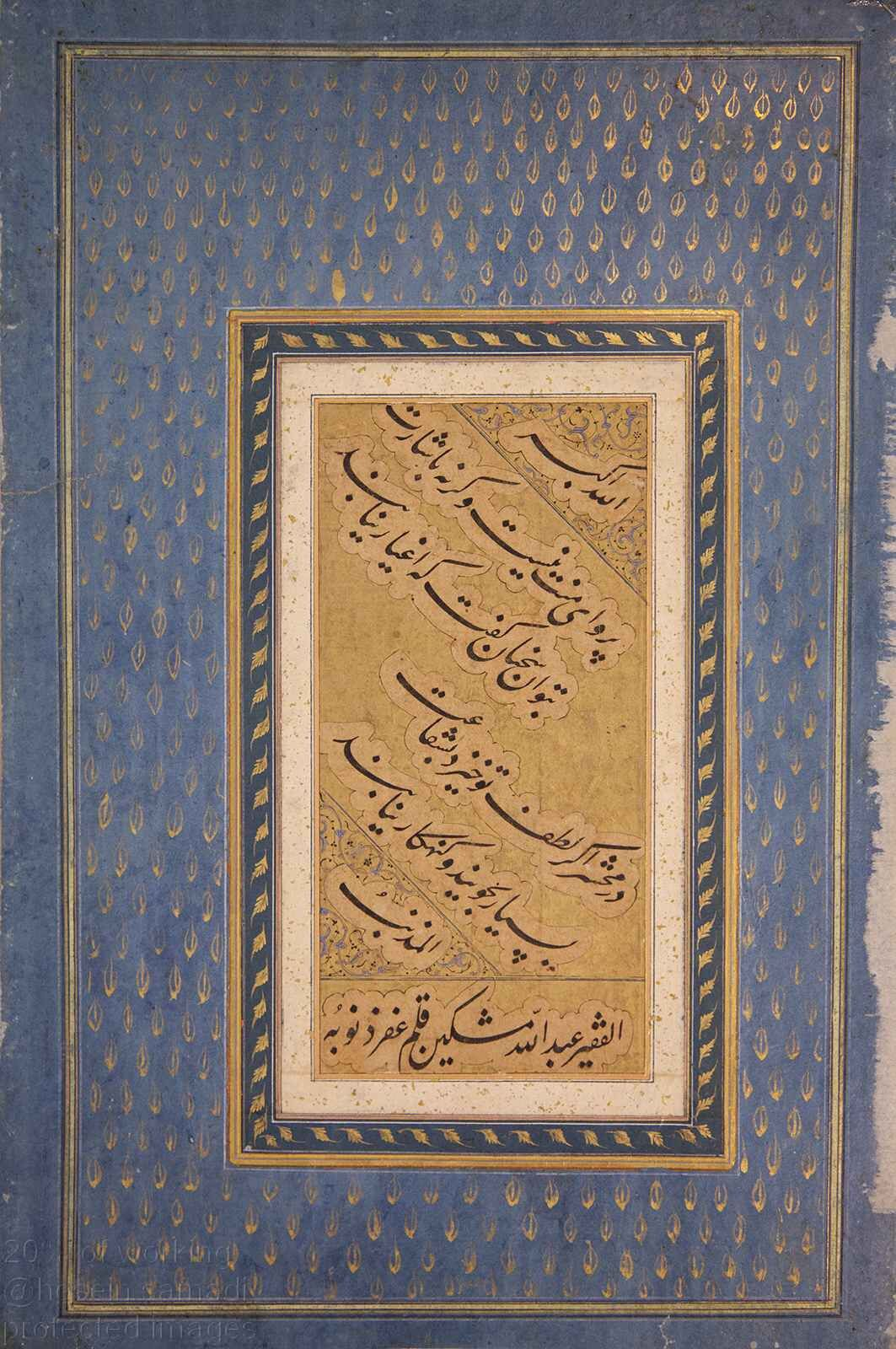
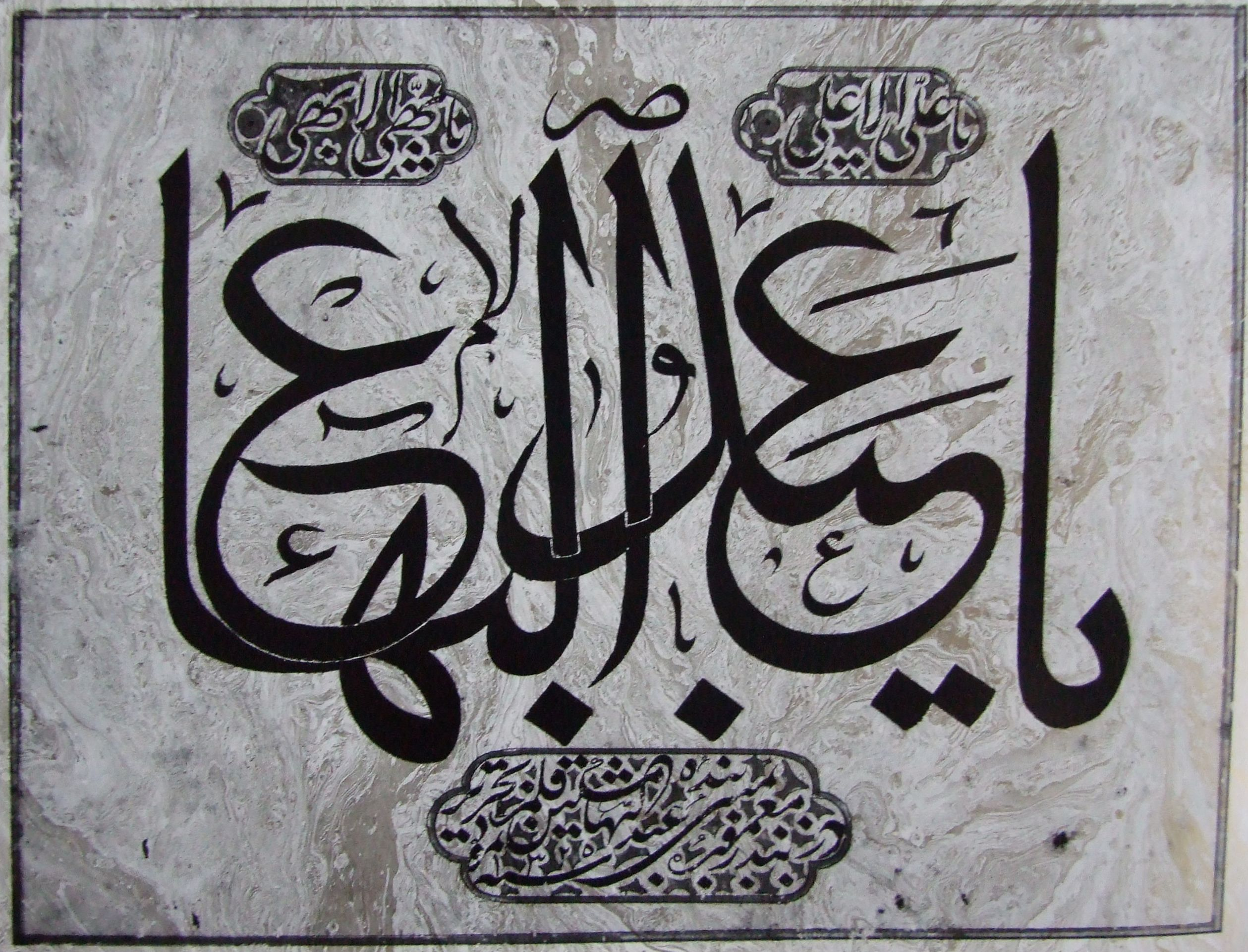

## أنظر أيضًا
- حواريو بهاءالله
- البهائية
- بهاءالله
- رموز بهائية